# Oskar Kohlhauser
Oskar Kohlhauser (22 dicembre 1934 – 9 giugno 2019) è stato un calciatore austriaco, di ruolo attaccante.

## Carriera

### Club
Ha sempre giocato per club austriaci.

### Nazionale
Ha collezionato 3 presenze in Nazionale